# Donji Baraći
Donji Baraći (cyr. Доњи Бараћи) – wieś w Bośni i Hercegowinie, w Republice Serbskiej, w gminie Mrkonjić Grad. W 2013 roku liczyła 287 mieszkańców.